# 4498 Shinkoyama
4498 Shinkoyama este un asteroid din centura principală, descoperit pe 5 ianuarie 1989 de Tsutomu Seki.